# مؤسسه روبرت کخ

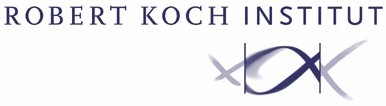
لوگو

مؤسسه روبرت کخ (آلمانی: Robert Koch-Institut) (مخفف RKI) یک موسسه دولتی و موسسه تحقیقاتی فدرال آلمان است که مسئولیت کنترل و پیشگیری از بیماری را بر عهده دارد.
این موسسه در دو شهر برلین و در برلین و ورنیگه‌روده واقع شده‌است.
موسسه روبرت کوخ یک موسسه دست بالایی یا آژانس عالی فدرال، تابع وزارت بهداشت فدرال است.
روبرت کخ پزشک و دانشمند آلمانی این موسسه را در سال ۱۸۹۱ بنا نهاد. کخ به دلیل مطالعاتش در زمینه عوامل میکروبی و کشف عامل بیماری سل که به نام وی باسیل کخ نیز نامید می‌شود، مشهور است. او بنیانگذار باکتری‌شناسی مدرن و برنده جایزه نوبل بود که در سال ۱۸۸۲ میلادی میکوباکتریوم توبرکلوزیس را توصیف نمود.